# Taylor Vancil
Taylor Danielle Vancil (18 de mayo de 1991, Youngsville, Carolina del Norte) es una exfutbolista profesional  que fue portera de Chicago Red Stars en la Liga Nacional de Fútbol Femenino .

## Carrera

### Real Colorado Cougars, 2009
Vancil jugó para el equipo semiprofesional Real Colorado Cougars en la USL W-League en 2009. 

### Estrellas Rojas de Chicago, 2013-2015
El 18 de enero de 2013, Vancil fue seleccionada en la tercera ronda del Draft Universitario de la NWSL de 2013 por los Chicago Red Stars .  Luego, Vancil hizo su debut con las Estrellas Rojas de Chicago el 24 de mayo de 2013, contra el Western New York Flash, equipo en el que fue titular y jugó los 90 minutos completos mientras las Estrellas Rojas de Chicago perdieron el partido 2-1. 
Vancil anunció su retiro del fútbol profesional en marzo de 2015. 

## Internacional
Vancil fue la guardameta número 1 de la selección sub-17 de Estados Unidos durante la Copa Mundial Femenina Sub-17 de la FIFA 2008, en la que llevó a Estados Unidos a la final, donde perdieron ante Corea del Norte por 2-1.  Tras el torneo le fue concedido el premio Guantes de Oro.